# Asia Argento
Asia Argento, all'anagrafe Aria Maria Vittoria Rossa Argento (Roma, 20 settembre 1975), è un'attrice, regista, musicista e cantante italiana, attiva sia nel cinema italiano sia in quello internazionale. Nel corso della sua carriera ha vinto molti premi, tra cui due David di Donatello come migliore attrice protagonista per i film Perdiamoci di vista (1994) e Compagna di viaggio (1997) e un Nastro d'argento per Incompresa (2014), quest'ultimo da lei stessa diretto.

## Biografia
Figlia del celebre regista Dario e dell'attrice fiorentina Daria Nicolodi, e bisnipote del compositore Alfredo Casella nonché di Aurelio Nicolodi, il fondatore dell'Unione Italiana Ciechi, è stata registrata allo stato civile con il nome di Aria, in quanto la normativa allora vigente impediva l'uso di alcuni tipi di nomi, tra cui quelli geografici; è tuttavia comunemente nota come Asia, nome che i genitori avrebbero voluto darle e che utilizza prevalentemente anche in ambito lavorativo.
Asia è inoltre sorellastra dell'ex attrice e stilista Fiorella Argento detta Fiore, nata nel 1970 dal precedente matrimonio del padre con Marisa Casale. Oltre a Fiore aveva anche un'altra sorellastra, Anna Ceroli Nicolodi, nata il 9 giugno 1972 dalla precedente relazione di sua madre con lo scultore Mario Ceroli e deceduta in un incidente stradale il 29 settembre 1994.
Dal 2000 al 2006 ha avuto una relazione con il cantante Morgan dei Bluvertigo, da cui nel 2001 ha avuto una figlia, Anna Lou (chiamata Anna in onore della sorella morta nel 1994). Nel 2008 ha sposato il regista Michele Civetta, da cui ha avuto, nello stesso anno, il figlio Nicola Giovanni, nato il 15 settembre 2008. La coppia si è poi separata nel 2012. Dal 2017 è stata legata allo chef statunitense Anthony Bourdain, morto suicida nel giugno 2018 in Francia.
Asia Argento si è dichiarata favorevole ai diritti LGBT e al matrimonio tra persone dello stesso sesso. Nel suo libro Anatomia di un cuore selvaggio (ed. Piemme, 2021) fa apertamente coming out: «Mi definisco bisessuale, se proprio dobbiamo dare a tutto una definizione».

### Attrice

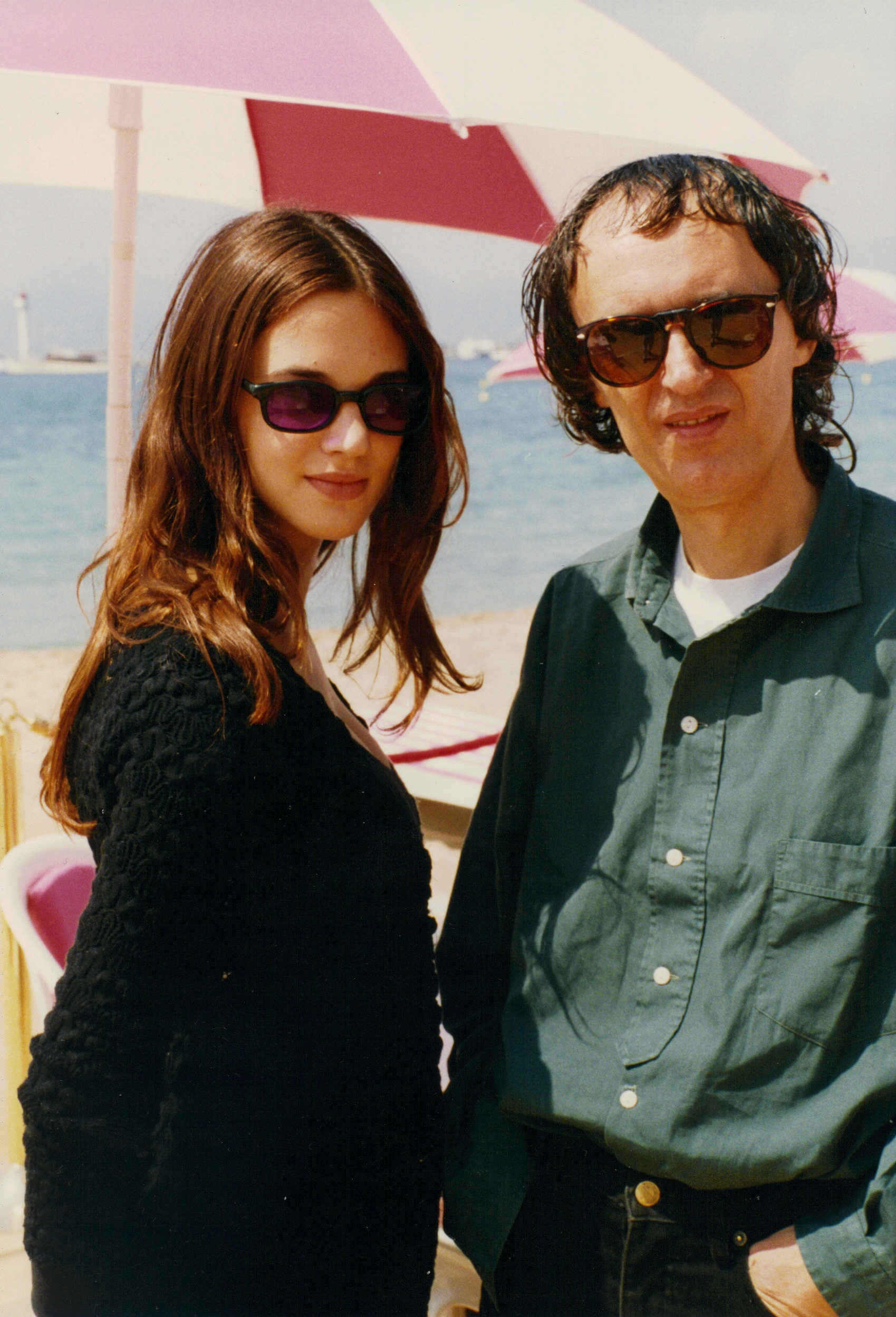
Asia e il padre Dario Argento al Festival di Cannes 1993.

Tra il 1984 e il 1989, Asia Argento ha avuto un'intensa carriera di attrice bambina, partecipando come interprete in sei film. Ha esordito a nove anni, nel film per la televisione Il ritorno di Guerriero (1984), della miniserie Sogni e bisogni, diretto da Sergio Citti. Insieme al padre ha lavorato in due film del genere da lui prediletto, quello horror, da lui scritti e prodotti: Dèmoni 2... L'incubo ritorna, diretto da Lamberto Bava (1986) e La chiesa di Michele Soavi (1989), cui va aggiunto l'episodio Giallo Natale della serie televisiva Turno di notte, per la regia di Luigi Cozzi (1987). Nel 1988, a tredici anni, ha poi avuto un ruolo da protagonista nel film Zoo (1988), diretto da Cristina Comencini, mentre l'anno seguente è stata scelta da Nanni Moretti per la parte della figlia del suo alter ego Michele Apicella in Palombella rossa (1989).
Nel 1992 partecipò a Le amiche del cuore di Michele Placido nel ruolo della cupa e sensibile Simona, succube di un padre incestuoso, ottenendo notevoli consensi; l'anno successivo tornò poi a girare con il padre, partecipando al set di Trauma. Nel 1994 venne poi scelta da Carlo Verdone per interpretare Arianna, la ragazza paraplegica dotata di prorompente vitalità che smaschera le mire di un conduttore televisivo alla ricerca di casi umani per fare audience in Perdiamoci di vista; per questo film ottenne il David di Donatello e il Ciak d'oro.
Nel 1994 Asia Argento è stata una dei tre interpreti italiani principali (assieme a Virna Lisi e Claudio Amendola) del kolossal francese La Regina Margot di Patrice Chéreau, ispirato al romanzo omonimo di Alexandre Dumas padre. Nel film, in cui recitò affiancando la candidata all'Oscar Isabelle Adjani, Argento interpreta il ruolo di Charlotte de Sauve, componente dell'escadron volant della diabolica Caterina de' Medici. Il film ha molto successo, guadagnando premi al Festival di Cannes 1994, in Francia e in Italia, e una candidatura ai premi Oscar 1995.
Nel 1996, ottenne un secondo David di Donatello sempre come migliore attrice protagonista nel film Compagna di viaggio di Peter Del Monte, dove interpreta Cora, incaricata di pedinare un anziano e stralunato vagabondo attraverso l'Italia. Il film le fa vincere anche la Grolla d'oro. Nello stesso anno partecipò anche a La sindrome di Stendhal, diretto dal padre. Nel 1997 Argento venne scelta per il ruolo di una rapinatrice in Viola bacia tutti di Giovanni Veronesi, mentre l'anno successivo prese parte a Il fantasma dell'Opera, diretto dal padre Dario e interpretò il ruolo di una prostituta doppiogiochista nel film New Rose Hotel, diretto dal regista statunitense Abel Ferrara.
Negli anni successivi ha lavorato soprattutto all'estero, dapprima in Francia con un'ennesima edizione de I miserabili, diretta da Josée Dayan, nel ruolo della sventurata Eponine, e quindi negli Stati Uniti, dove appare nel film d'azione di Rob Cohen xXx. Nel 2005 è nel cast di Last days, diretto da Gus Van Sant, film incentrato sugli ultimi giorni di vita di Kurt Cobain, leader dei Nirvana. Nel 2007 comparve nel film Go Go Tales, diretto da Abel Ferrara e in La terza madre, diretto da Dario Argento. Nel 2009 partecipò al video di Ancora qui, singolo di Renato Zero contenuto nell'album Presente.
Nel 2011 ha avuto inoltre un ruolo nella fiction di Canale 5 Sangue caldo, accanto a Gabriel Garko; l'anno dopo comparve nel film diretto dal padre Dracula 3D. Nel 2014 ha poi recitato nella fiction Rodolfo Valentino, in onda sempre su Canale 5. Nel 2015, ospite al Giffoni Film Festival, Argento annunciò di avere abbandonato la carriera d'attrice per potersi dedicare esclusivamente a quella da regista. Ciononostante riprende a recitare nel 2018, apparendo fra gli altri nel film del padre Occhiali neri, che ha anche prodotto. A cavallo tra il 2023 e il 2024 torna in televisione, dopo quasi dieci anni, recitando nelle serie Gigolò per caso su Prime Video e La Storia su Rai 1.

### Regista

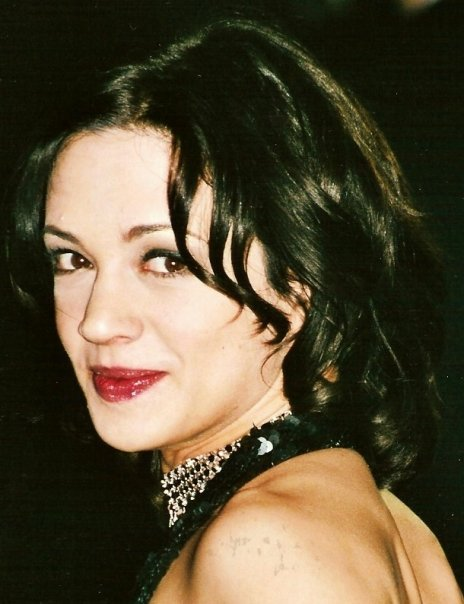
Asia Argento al Festival di Cannes 2005.

Accanto all'attività di attrice, Asia Argento ha avviato una carriera come regista. Esordì dietro alla macchina da presa nel 1994, con il cortometraggio Prospettive, inserito nel collettivo De Generazione e musicato dalla musicista e poetessa statunitense Erzsebet Beck. Girò poi il video musicale La tua lingua sul mio cuore dei Royalize, presentato al Festival di Locarno del 1999. Nel 2000 realizzò il suo primo lungometraggio, Scarlet Diva, che però non ottenne il successo sperato.
Nel 2001 dirige il videoclip di L'assenzio (The Power of Nothing) per i Bluvertigo. Nel 2003 ha diretto anche il controverso ed esplicito videoclip s(AINT) di Marilyn Manson tratto dall'album The Golden Age of Grotesque. Nel 2004 girò poi negli Stati Uniti il film Ingannevole è il cuore più di ogni cosa, nel quale compaiono attori di fama internazionale del calibro di Peter Fonda, Winona Ryder e Michael Pitt. Ha inoltre curato la regia di svariati videoclip per la cantante Loredana Bertè, alla quale la lega una profonda amicizia nata sul set della trasmissione televisiva Milano-Roma.
Nel 2013 è tornata dietro la macchina da presa per girare nella città di Salerno il corto Era di marzo, con l'attore Yari Gugliucci; l'anno successivo ha poi diretto l'attrice francese Charlotte Gainsbourg e l'attore Gabriel Garko nel film Incompresa, che però è risultato un fallimento commerciale, incassando nel primo fine settimana di programmazione solamente 45.000 €. Il film tuttavia venne candidato a quattro Nastri d'argento 2014 e la giovane protagonista, Giulia Salerno, vinse il premio Guglielmo Biraghi come giovane promettente del cinema italiano.
Nello stesso anno ha inoltre diretto un cortometraggio di moda per la prima collezione della stilista Ludovica Amati.

### Altre attività

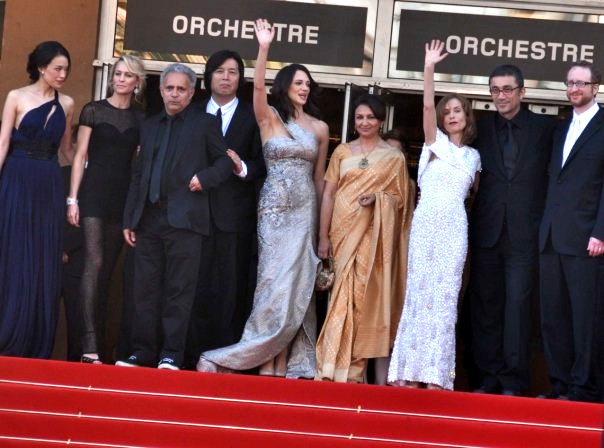
Asia Argento (al centro) con gli altri giurati del Festival di Cannes 2009.

Asia Argento ha all'attivo anche due collaborazioni come cantante. Nel 2002 venne infatti scelta dal produttore discografico e dj francese Dimitri Tikovoi per il suo progetto Trash Palace, per interpretare assieme a Brian Molko, leader dei Placebo, la cover di Je t'aime... moi non plus di Serge Gainsbourg, una canzone d'amore del 1969 interpretata nell'originale assieme alla moglie Jane Birkin: nella cover però, per rispettare il concept dell'album (intitolato "Positions") che tratta il XX secolo con le sue ambiguità e perversioni sessuali, l'Argento e Molko cantano con i ruoli maschio/femmina invertiti.
Nel 2008 collaborò all'album Da A ad A - Teoria delle catastrofi di Morgan, suo ex compagno. Lo stesso anno ha anche prestato la sua voce a Faith Connors, protagonista del videogioco Mirror's Edge.
Ha fatto inoltre parte della giuria del Festival di Cannes 2009. Nel 2013 è stato pubblicato il suo album Total Entropy (Nuun Records) da cui viene estratto il singolo Indifference, scritto da Morgan e uscito nello stesso anno, cantato da entrambi.

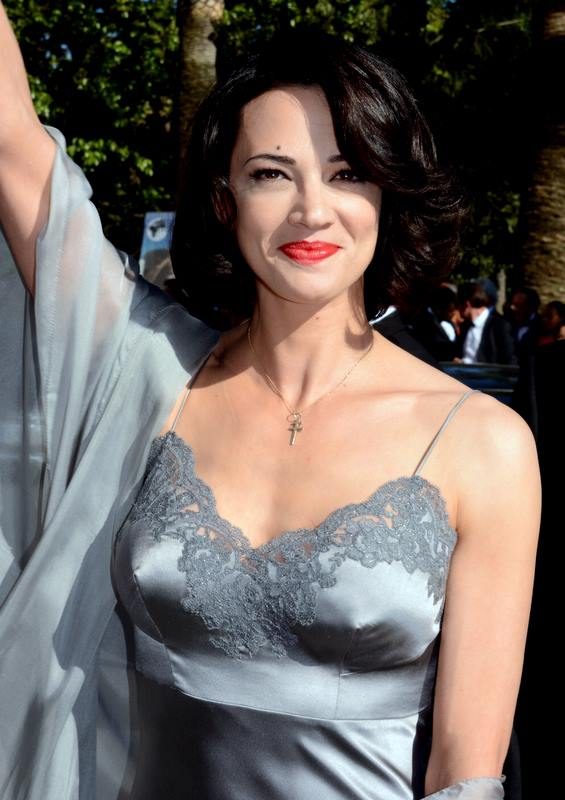
Asia Argento al Festival di Cannes 2013.

Asia Argento ha fatto anche da modella a Ermanno Scervino per la campagna Primavera-Estate nel 2013 e nel 2014. Nel 2015 ha preso parte come giudice al talent show di Rai 1, Forte forte forte, ideato da Raffaella Carrà e da Sergio Japino, con la conduzione di Ivan Olita.
Nel 2016 ha partecipato come concorrente all'undicesima edizione del talent show di Rai 1, Ballando con le stelle, in coppia con Maykel Fonts. Ha inoltre condotto nello stesso anno la trasmissione televisiva Amore criminale.
Nel 2017 viene scelta da Emanuela Martini come "regista ospite" del 35° Torino Film Festival, dove attua inoltre una performance artistica diretta da Bertrand Bonello.
A maggio 2018 era stata scelta come giudice del talent show X Factor, in onda su Sky. A settembre dello stesso anno, anche a seguito della diffusione di accuse riguardo presunte molestie che avrebbe compiuto verso l'attore Jimmy Bennett, Asia Argento e la produzione del programma hanno interrotto la collaborazione. A partire dalle puntate successive a quelle di selezione dei cantanti in gara (live) è stata quindi sostituita da Lodo Guenzi de Lo Stato Sociale.
Nel mese di gennaio 2019 ha debuttato come modella, sfilando a Parigi per lo stilista italiano Antonio Grimaldi.
Nel 2020 partecipa, in coppia con l'amica Vera Gemma, all'ottava edizione di Pechino Express, formando la coppia delle "Figlie d'arte". Argento è però costretta a ritirarsi nella seconda puntata per un infortunio al ginocchio sinistro.
A dicembre 2023 fa parte del cast della serie comedy, diretta da Eros Puglielli, Gigolò per caso, dal 21 dicembre, per 6 episodi, su Prime Video.

## Controversie

### La scena con il Rottweiler inGo Go Tales(2007)
Nel 2007, durante la presentazione del film a Cannes, suscitò particolare clamore una scena del film Go Go Tales che la vede protagonista. Asia Argento, che interpretava il ruolo di una spogliarellista, baciò infatti in bocca con molta passione un Rottweiler. Prima dell'uscita nelle sale, l'attrice dichiarò che avrebbe voluto non aver mai girato quel film in quanto era stata strumentalizzata e si era parlato di lei solo per la sua interpretazione con il cane.

### Le accuse pubbliche a Weinstein e ad altri due registi per molestie (2017)
Nell'ottobre 2017, la Argento è stata tra le attrici che denunciarono pubblicamente il produttore americano Harvey Weinstein per molestie sessuali; in particolare l'attrice dichiarò che nel 1997, durante un party in Costa Azzurra, Weinstein l'avrebbe costretta a fargli un massaggio e a subire un rapporto orale. Ha affermato che, per paura di ritorsioni, aveva scelto di non rivelare prima la vicenda; dopo aver ricevuto diverse critiche e insulti sul web ed in tv, Asia Argento annunciò di lasciare l'Italia. In un discorso al Festival di Cannes 2018 ha confermato le sue accuse verso il produttore, dichiarando di essere stata abusata proprio a Cannes e aggiunge inoltre l'auspicio che i responsabili di comportamenti inappropriati verso le donne siano perseguiti.
Oltre alle molestie subite da Weinstein, Asia Argento ha denunciato pubblicamente altri due episodi: un attore e regista italiano, quando lei aveva 16 anni, avrebbe avuto un comportamento sessualmente molesto mentre parlavano del personaggio che lei avrebbe dovuto interpretare all'interno di una roulotte, mentre anni dopo un regista statunitense le avrebbe fatto assumere la droga da stupro per poi violentarla mentre era in stato di incoscienza.
In seguito alla diffusione delle accuse pubbliche, la Argento è considerata una delle esponenti principali del movimento per i diritti delle donne "#MeToo".

### L'accusa di molestie da parte di Jimmy Bennett (2018)
Ad agosto 2018, il New York Times pubblica un articolo contenente i dettagli di un accordo economico che Asia Argento avrebbe stipulato con l'attore statunitense Jimmy Bennett, il quale la accusava di molestie sessuali. Secondo l'accusatore, il 9 maggio 2013, in una camera d'albergo in California, quando egli aveva 17 anni, la Argento gli avrebbe fatto bere alcolici per poi aggredirlo sessualmente.
L'attrice ha negato le accuse di violenza sessuale, dichiarando di non aver mai avuto una relazione sessuale con Bennett, e che quando quest'ultimo le ha chiesto una cifra spropositata (3 milioni e mezzo di dollari) per non rivelare alla stampa le molestie, il suo ex partner Anthony Bourdain avesse sostenuto la necessità di accordarsi per pagare all'attore 380.000 dollari ed evitare così pubblicità negativa. Dopo la smentita della Argento, viene pubblicata online una sua fotografia che la ritrae in topless a letto con Bennett ed alcuni SMS tra lei ed un amico nei quali confermerebbe di aver avuto un rapporto sessuale con l'attore. Gli SMS sarebbero stati rivelati dalla modella Rain Dove, come lei stessa ha ammesso.
A settembre 2018, l'avvocato di Asia Argento dichiara che nel 2013 in California sarebbe stato Bennett ad attaccare la sua cliente, che avrebbe scelto di non denunciarlo per averla aggredita sessualmente. Il legale annuncia inoltre che il 1º agosto 2018 Asia Argento ha disposto l'immediata sospensione dei pagamenti previsti dall'accordo con l'attore, che aveva già ricevuto 250.000 dei 380.000 dollari previsti.
Sempre a settembre 2018, Jimmy Bennett, ospite di Massimo Giletti nel programma Non è l'Arena, conferma di esser stato violentato e di aver subito un rapporto completo. Secondo il ragazzo, come nel caso Weinstein, "anche Asia ha abusato del proprio potere".
Il 1º ottobre 2018, nel rispetto del diritto di replica, Asia Argento partecipa al medesimo programma, sostenendo che le dichiarazioni di Bennett sono false, che era stato lui ad assalirla come "un ragazzo con gli ormoni impazziti", e che tutte le precedenti rivelazioni della modella Rain Dove le sarebbero state estorte con frode e inganno per poi essere rivendute ai giornali con omissioni studiate per falsare la verità, come già dichiarato in un'intervista al Daily Mail del 25 settembre.

## Filmografia

### Attrice

#### Cinema
- Dèmoni 2... L'incubo ritorna, regia di Lamberto Bava (1986)
- Zoo, regia di Cristina Comencini (1988)
- La chiesa, regia di Michele Soavi (1989)
- Palombella rossa, regia di Nanni Moretti (1989)
- Le amiche del cuore, regia di Michele Placido (1992)
- Trauma, regia di Dario Argento (1993)
- Condannato a nozze, regia di Giuseppe Piccioni (1993)
- Perdiamoci di vista, regia di Carlo Verdone (1994)
- De Generazione, registi vari, episodi Consegne a domicilio, Prospettive, Squeak! (1994)
- La regina Margot (La Reine Margot), regia di Patrice Chéreau (1994)
- La sindrome di Stendhal, regia di Dario Argento (1996)
- Il cielo è sempre più blu, regia di Antonello Grimaldi (1996)
- Compagna di viaggio, regia di Peter Del Monte (1996)
- Viola bacia tutti, regia di Giovanni Veronesi (1997)
- New Rose Hotel, regia di Abel Ferrara (1998)
- B. Monkey - Una donna da salvare (B. Monkey), regia di Michael Radford (1998)
- Il fantasma dell'Opera, regia di Dario Argento (1998)
- Scarlet Diva, regia di Asia Argento (2000)
- Love Bites - Il morso dell'alba (Les morsures de l'aube), regia di Antoine de Caunes (2001)
- Red Siren, regia di Olivier Megaton (2002)
- xXx, regia di Rob Cohen (2002)
- Ginostra, regia di Manuel Pradal (2002)
- The Keeper, regia di Paul Lynch (2004)
- Ingannevole è il cuore più di ogni cosa, regia di Asia Argento (2004)
- Last Days, regia di Gus Van Sant (2005)
- La terra dei morti viventi (Land of the Dead), regia di George A. Romero (2005)
- Marie Antoinette, regia di Sofia Coppola (2006)
- Transylvania, regia di Tony Gatlif (2006)
- Boarding Gate, regia di Olivier Assayas (2007)
- Une vieille maîtresse, regia di Catherine Breillat (2007)
- La terza madre, regia di Dario Argento (2007)
- Go Go Tales, regia di Abel Ferrara (2007)
- De la guerre - Della guerra (De la guerre), regia di Bertrand Bonello (2008)
- Diamond 13 (Diamant 13), regia di Gilles Béhat (2009)
- Baciato dalla fortuna, regia di Paolo Costella (2011)
- Gli sfiorati, regia di Matteo Rovere (2011)
- Cavalli, regia di Michele Rho (2011)
- Isole, regia di Stefano Chiantini (2011)
- Dracula 3D, regia di Dario Argento (2012)
- Do Not Disturb, regia di Yvan Attal (2012)
- Cadences obstinées, regia di Fanny Ardant (2013)
- Shongram, regia di Munsur Ali (2014)
- Alien Crystal Palace, regia di Arielle Dombasle (2018)
- Agony, regia di Michele Civetta (2020)
- Sans soleil, regia di Banu Akseki (2021)
- Occhiali neri, regia di Dario Argento (2022)
- Vera, regia di Tizza Covi e Rainer Frimmel (2022)
- Padre Pio, regia di Abel Ferrara (2022)
- Let Her Kill You (Seule), regia di Jérôme Dassier (2022)
- Interstate, regia di Jean Luc Herbulot (2023)
- Romeo è Giulietta, regia di Giovanni Veronesi (2024)
- Les reines du drame, regia di Alexis Langlois (2024)
- Selon Joy, regia di Camille Lugan (2024)
- Fatti vedere, regia di Tiziano Russo (2025)

#### Televisione
- Sogni e bisogni – serie TV, episodio Il ritorno di Guerriero (1985)
- Turno di notte – serie TV, episodio Giallo Natale (1987)
- I miserabili (Les Misérables), regia di Josée Dayan – miniserie TV, 4 episodi (2000)
- Milady, regia di Josée Dayan – film TV (2004)
- Sangue caldo, regia di Luigi Parisi e Alessio Inturri – miniserie TV (2011)
- Mafiosa 5: L'Ultime saison – serie TV (2013)
- Rodolfo Valentino - La leggenda, regia di Alessio Inturri – miniserie TV (2014)
- Gigolò per caso – serie TV (2023)
- La Storia – serie TV, 2 episodi (2024)

#### Cortometraggi
- La tua lingua sul mio cuore, regia di Asia Argento (1999)
- Lo spietato, regia di Asia Argento (1999)
- Loredasia, regia di Asia Argento (2000)
- Cindy: The Doll Is Mine, regia di Bertrand Bonello (2005)
- Friendly Frie, regia di Michele Civetta (2006)
- Il primo latte, regia di Michele Civetta (2012)
- Firmeza, regia di Asia Argento (2012)
- The Voice Thief, regia di Adan Jodorowsky (2012)
- Shadow, regia di Pascal Greco (2017)
- Ælectra, regia di Asia Argento (2020)

### Regista

#### Cinema
- De Generazione, episodio Prospettive (1994)
- Scarlet Diva (2000)
- Ingannevole è il cuore più di ogni cosa (2004)
- Incompresa (2014)

#### Cortometraggi
- A ritroso (1994)
- Abel love Asia – documentario (1998)
- La tua lingua sul mio cuore (1999)
- Lo spietato (2000)
- Loredasia (2000)
- La scomparsa (2000)
- Delfinasia (2007)
- 42 One Dream Rush (2009)
- Firmeza (2012)
- Era di marzo (2013)
- Ælectra (2020)

## Teatro
- Rosalind Franklin - Il segreto della vita di Anna Ziegler, regia di Filippo Dini (2017)

## Programmi televisivi
- Milano-Roma (Rai 3, 1999)
- Concerto del Primo Maggio (Rai 3, 1999)
- 125 milioni di caz..te (Rai 1, 2001)
- Chiambretti Night (Canale 5, 2010-2011)
- Forte forte forte (Rai 1, 2015) giurata
- Ballando con le stelle (Rai 1, 2016) concorrente
- Amore criminale (Rai 3, 2016)
- X Factor (Sky Uno, 2018) giudice[39]
- Raz & The Tribe (Sky Atlantic, 2018)
- Realiti - Siamo tutti protagonisti (Rai 2, 2019) giurata
- Pechino Express (Rai 2, 2020) concorrente [40]
- The Band (Rai 1, 2022) giurata
- Name That Tune - Indovina la canzone (TV8, 2023) concorrente
- Donne sull'orlo di una crisi di nervi (Rai 3, 2024-2025) ospite fisso
- Money Road (Sky Uno, 2025) Ospite

## Discografia

### Album in studio
- 2013 – Total Entropy
- 2021 – Music From My Bed

EP
- 2019 – Shadow (con Kid Chocolat e Anna-Luo Castoldi)

Album di Remix
- 2008 – Archigram & Friends

### Raccolte
- 2008 – Asia Argento

### Singoli
- 2002 – Je t'aime... moi non plus (con Brian Molko & Trash Palace)
- 2013 – Sexodrome (con Morgan)
- 2013 – Indifference (con Morgan)
- 2013 – Mentre (con Roberto Kunstler)
- 2021 – Dream Baby Dream (con The Penelopes)
- 2021 – I'm Broken (featuring DJ Gruff)
- 2021 – Venerdì (featuring Luca D'Aversa)
- 2023 – Io Ne Voglio Ancora (con Drusilla Foer)

### Collaborazioni
- 2008 – Liebestod (con Morgan)
- 2008 – Live Fast! Die Old! (con i Munk)
- 2017 – Wait For Signal (con Tricky)
- 2019 – Gloria (con Indochine)
- 2023 – Good Girl (con The Legendary Tigerman)

## Videoclip
- Faccio la mia cosa di Frankie hi-nrg mc (1993)
- Libri di sangue di Frankie hi-nrg mc (1993)
- Libri di sangue (remix) di Frankie hi-nrg mc (1993)
- Potere alla parola di Frankie hi-nrg mc (1993)
- Autodafè di Frankie hi-nrg mc (1998)
- This Picture dei Placebo (2003)
- Io ballo sola di Loredana Bertè (2005)
- Dead Meat di Sean Lennon (2006)
- Life Ain't Enough For You dei Tigerman (2009)
- Ancora qui di Renato Zero (2009)
- Ours di Tim Burgess (2013)
- La vie est belle degli Indochine (2017)
- I'm broken (2021)
- Venerdí (2021)
- Good girl di Legendary Tigerman (2023)
- Io ne voglio ancora (2023)
- 33 di Ketama126 (2025)

## Pubblicazioni
- Anatomia di un cuore selvaggio: autobiografia, Milano, Piemme, 2021, ISBN 978-88-566-7970-0.

## Riconoscimenti
- David di Donatello
  - 1994 – Migliore attrice protagonista per Perdiamoci di vista
  - 1997 – Migliore attrice protagonista per Compagna di viaggio

- Nastro d'argento
  - 1993 – Candidatura alla migliore attrice protagonista per Le amiche del cuore
  - 1994 – Candidatura alla migliore attrice non protagonista per Condannato a nozze
  - 1995 – Candidatura alla migliore attrice protagonista per Perdiamoci di vista
  - 1997 – Candidatura alla migliore attrice protagonista per Compagna di viaggio
  - 2006 – Candidatura alla migliore attrice protagonista per Ingannevole è il cuore più di ogni cosa
  - 2014 – Candidatura alla migliore sceneggiatura per Incompresa
  - 2014 – Nastro europeo Bulgari per Incompresa

- Ciak d'oro
  - 1994 – Migliore attrice protagonista per Perdiamoci di vista[41]
  - 1996 – Migliore attrice protagonista per La sindrome di Stendhal[42]

- Globo d'oro
  - 1989 – Migliore attrice per Zoo
  - 1996 – Candidatura alla migliore attrice per Compagna di viaggio
  - 2007 – Globo d'oro europeo
  - 2012 – Migliore attrice per Isole

- Grolla d'oro
  - 1996 - Migliore attrice per Compagna di viaggio